# Llicència X11
La llicència MIT és una llicència lliure de programari original del Massachusetts Institute of Technology (MIT). Específicament, és compatible amb la GNU General Public license permissiva, entenent que permet la reutilització en programari propietari amb la condició que la llicència sigui distribuïda amb el programa.
D'acord amb la Free Software Fundation, la llicència MIT s'hauria d'anomenar, de manera més acurada, llicència X11, ja que va ser primerament usada per l'entorn de finestres X Window System, i la MIT ha utilitzat diferents llicències pel seu programari.
Projectes que usen aquesta llicència en els seus productes són la biblioteca d'anàlisi Expat, el client de connexió remota PuTTY, la plataforma de desenvolupament Mono, Ruby on Rails, Lua 5.0 onwards i l'X Window System, pel qual la llicència va ser escrita.
L'Open Source Initiative considera aquesta llicència obsoleta, a favor de la Academic Free License.

## Llicència
La llicència és com segueix:
Copyright (c) <any> <propietaris del copyright>
Es garanteix el permís, sense cap cost, a qualsevol persona que obtingui una còpia d'aquest programari i de la documentació associada (d'ara endavant, el "Programari"), per comerciar-hi sense cap restricció, incloent-hi els drets d'usar, copiar, modificar, integrar, publicar, distribuir, subllicenciar i/o vendre còpies del Programari, i permet a les persones a les quals el Programari està adreçat a fer-ho amb les condicions següents:
La nota de copyright i aquesta informació sobre els permisos s'ha d'incloure en totes les còpies o les parts substancials del Programari.
Finalment, hi ha un avís que especifica que el programari proporcionat no té cap mena de garantia, i que no existeixen drets a demanar indemnitzacions.